# 2018년 NC 다이노스 시즌
2018년 NC 다이노스 시즌은 NC 다이노스가 KBO 리그에 참가한 6번째 시즌으로 김경문 감독이 팀을 이끈 마지막 시즌으로, 중도 사퇴 후 유영준 감독 대행이 잔여 시즌을 맡았다. 주장은 손시헌이었으나 도중에 박석민으로 교체되었다. 팀은 창단 첫 정규 시즌 최하위에 그쳐 2013년 이래 5년 만에 포스트시즌 진출 실패로 망신당했다.(김경문 감독 사퇴 당시 20승 39패, 유영준 감독대행은 39승 46패로 총 59승 85패가 되었다.)

## 타이틀
- 자카르타·팔렘방 아시안 게임 금메달: 박민우
- U-23 야구 월드컵 국가대표: 최성영, 김찬형
- 조아제약 프로야구대상 최고수비상: 나성범
- ADT캡스 수비상: 이재학 (투수)
- 스포츠동아 선정 21세기 베스트 10: 박민우 (2루수)
- 한국갤럽 선정 좋아하는 국내 프로야구 선수: 나성범 (10위)
- 올스타전 추천선수: 이민호, 박민우, 나성범
- 출장(타자): 나성범 (144)
- 선발 출전(야수): 나성범 (142)
- 수비이닝: 나성범 (1220)

### 퓨처스리그
- 아시아 윈터 베이스볼 리그 국가대표: 김형준, 오영수
- 플레이어스 초이스 어워드 퓨처스리그 우수선수상: 오영수
- 퓨처스 올스타: 이우석, 오영수, 조원빈, 이재율
- 출장(타자): 김태진 (94)

## 선수단
- 선발투수: 이재학, 왕웨이중, 베렛, 구창모
- 구원투수: 최성영, 정수민, 배재환, 박진우, 이형범, 원종현, 류재인, 윤수호, 강리호, 노건우, 윤강민, 최금강, 장현식, 유원상, 김진성
- 마무리투수: 김건태, 김재균, 심규범, 이우석, 민태호, 임창민, 이민호
- 포수: 정범모, 김종민, 박대온, 윤수강, 신진호, 김형준
- 1루수: 스크럭스
- 2루수: 박민우, 도태훈, 이상호
- 유격수: 노진혁, 김찬형, 손시헌, 조원빈, 지석훈
- 3루수: 모창민, 김태진, 강민국
- 좌익수: 권희동, 이원재, 강진성, 이종욱, 이재율, 이우성
- 중견수: 김성욱, 박헌욱, 윤병호
- 우익수: 나성범
- 지명타자: 박석민, 김철호, 강구성, 이인혁, 최준석, 오영수

## 여담
- 왕웨이중은 공식적으로 KBO 리그 역대 첫 대만 국적 선수가 되었다.
- 나성범은 이 시즌에 구단 사상 최초로 NC 다이노스 소속으로 통산 3000타석을 달성했다.
- 이효준은 저니맨 외인구단에서 KBO 리그에 진출한 첫 선수가 되었다.
- 오영수는 KBO 리그 역대 최연소 퓨처스 올스타전 출전 선수가 되었다.
- 도태훈은 2015년 이후 처음으로 KBO 시범 경기에서 단일 시즌 장타율 4.000, 순장타율 3.000, OPS 5.000을 기록한 선수가 되었다.
- 베렛은 후반기 7개의 희생플라이를 허용하여 KBO 리그 단일 시즌 후반기 최다 기록을 세웠다.
- 강리호는 이 시즌 17홀드를 기록했음에도 불구하고 WAR -0.08에 그쳐 KBO 리그 역대 단일 시즌 음수 WAR을 기록한 투수 중 최다 홀드를 기록한 선수가 되었다.
- 이재학은 체인지업 1251구를 던져 2013년 이후 KBO 리그 역대 단일 시즌 최다 기록을 세웠다.
- 이재학은 이 시즌 2013년 이후 KBO 리그에서 규정 이닝을 채운 투수 중 단일 시즌 내야안타 허용률이 가장 낮았다.
- 박민우는 2013년 이후 KBO 리그 역대 단일 시즌 규정 타석 충족 타자 중 잔루를 가장 적게 남긴 타자가 되었다.
- 나성범은 스트라이크 존 한가운데 투구 스윙 비율 91.8%로 2013년 이후 규정 타석 충족 타자 중 단일 시즌 최고 기록을 세웠다.
- 1군 홈구장으로 마산 야구장을 사용한 마지막 시즌이다.
- 2군 홈구장으로 고양 국가대표 야구훈련장을 사용한 마지막 시즌이다.

## 같이 보기
- 2019년 NC 다이노스 시즌
- 2020년 Kt 위즈 시즌